# 니노미야 유카
니노미야 유카(二宮 悠嘉, 1989년 9월 11일 ~ )는 일본의 여성 아이돌 그룹 SDN48의 전 멤버이다. 도쿄도 출신. A-Light 소속.
2011년 5월 12일에 졸업.

## 참가 유닛곡
싱글 CD 참가곡
1. 고독의 러너(孤独なランナー)
2. 사도에 건넌다(佐渡へ渡る) - 언더걸즈 B 명의
3. 천국의 도어는 3번째의 벨로 열린다(天国のドアは3回目のベルで開く) - 언더걸즈 A 명의

SDN48 1st Stage 2기생 「유혹의 카터(誘惑のガーター)」공연
1. Saturday night party
2. 말괄량이 레이디(じゃじゃ馬レディー)